# Sant Pere de Cabrera
Sant Pere de Cabrera és una església del municipi de Vilanova de Meià (Noguera) inclosa en l'Inventari del Patrimoni Arquitectònic de Catalunya.
Està situat al solà de la vall de Peralba, als contraforts meridionals del Montsec de Rúbies, entre el torrent de Sant Pere i la capçalera del barranc de Cabrera. És a pocs metres del castell de Cabrera

## Història
Fou la parroquial del terme del castell de Cabrera i estigué vinculada al priorat de Meià fins a la desamortització eclesiàstica. Se sap indirectament que formà part de la dotació del monestir, que es degué fer abans de 1040 però no se'n té constància fins al 1095 quan un net del fundador, Ermengol, fill de Guitard Guillem de Meià donà al monestir les esglésies que tenia per donació del seu pare; en la relació d'esglésies figura la de Cabrera amb tot el que li pertanyia. L'any 1137, en un capbreu on es troben les propietats del monestir, no hi consta Cabrera però algunes parts del document són il·legibles i que és molt probable que hi figurés doncs molt més tard se'n continua confirmant la dependència. Consta que l'any 1135, el visitador de l'arquebisbe de Tarragona feu una inspecció a les parròquies dependents del monestir i entre elles visità la de Sant Pere de Cabrera. Posteriorment perdé la condició de parròquia; a mitjans del segle xvii Roig i Jalpí escrigué que el priorat de Santa Maria de Meià tenia l'església de «San Pedro Apostol, en Cabrera. Antiguamente era parroquial».

## Arquitectura
Edifici d'una sola nau, coberta amb volta de canó parcialment ensulsiada, de perfil apuntat, reforçada amb un arc toral també apuntat i suportat per dues pilastres rectangulars. És capçada a llevant per un absis semicircular, precedit per un estret arc presbiteral de mig punt. La porta s'obre a la façana sud i és resolta amb un arc de mig punt fet de grosses dovelles de pedra tosca, que destaquen en el parament; al centre de l'absis s'obre la finestra d'una sola esqueixada, de llinda recta, com la finestra que s'obre a la façana sud, prop de l'arc presbiteral, Als murs de la nau es conserven alguns nínxols o fornícules. Al costat nord de la nau, prop de l'absis, s'afegí una capella rectangular, coberta amb volta de canó de perfil apuntat i construïda amb carreus ben tallats i polits, com els que formen la part central de l'arc toral, fet que permet de pensar en una refecció de l'arc o de la volta.
L'aparell és format per carreuó de pedra calcària, a penes escairat i en alguns sectors només desbastat i dispost en filades irregulars però amb tendència a l'horitzontalitat. En general el parament és fet amb carreus molt més grans a la base de la façana absidal que a la resta del conjunt. Per les seves característiques, aquest edifici es pot considerar una obra tardana, de la fi del segle xii o principi del XIII, construïda de manera rústega i lluny dels models de la seva època.